# Fränkischer Wasserradweg

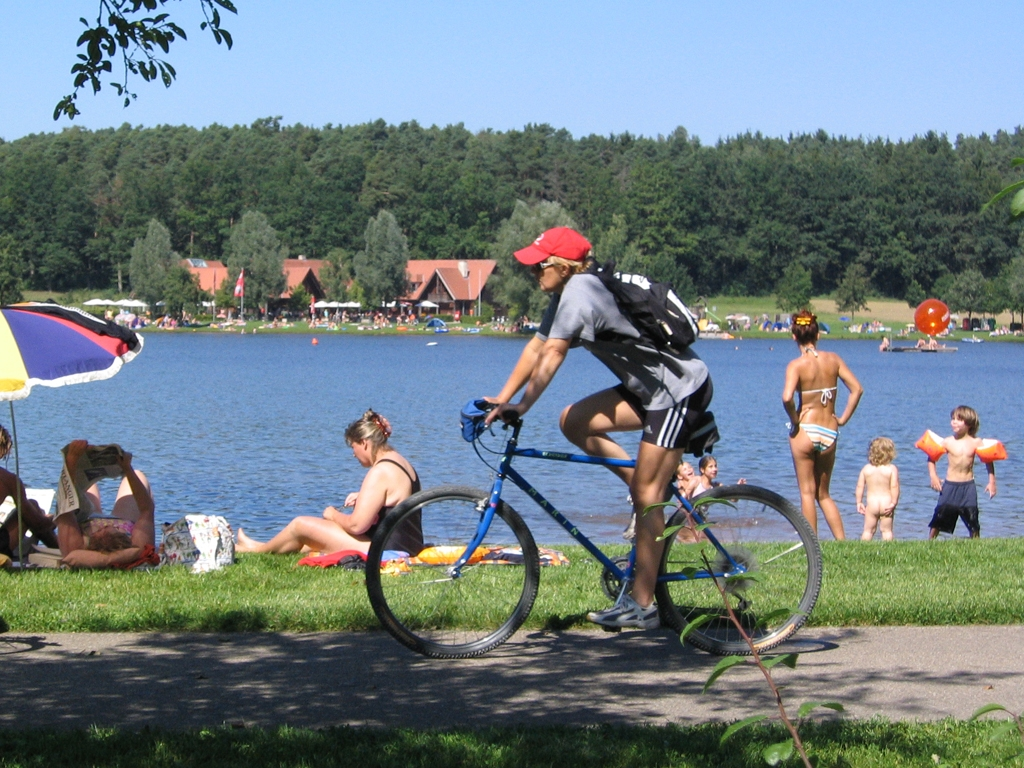
Fahrradfahrer am Rothsee im Sommer

Der Fränkische Wasserradweg ist ein insgesamt 460 Kilometer langer Fernradweg in Bayern. Er verbindet als Rundweg das fränkische Seenland mit der Urlaubsregion Romantisches Franken und dem Naturpark Altmühltal. Sein schmetterlingsförmiger äußerer Hauptweg misst etwa 393 Kilometer und wird im Nordwesten von Rothenburg ob der Tauber, im Südwesten von Dinkelsbühl im Nordosten von Neumarkt in der Oberpfalz und im Südosten von Beilngries aufgespannt.
Mithilfe von drei Zwischenrouten kann die Tour abgekürzt und in verschiedene kleinere Rundtouren zerlegt werden.

## Verlauf

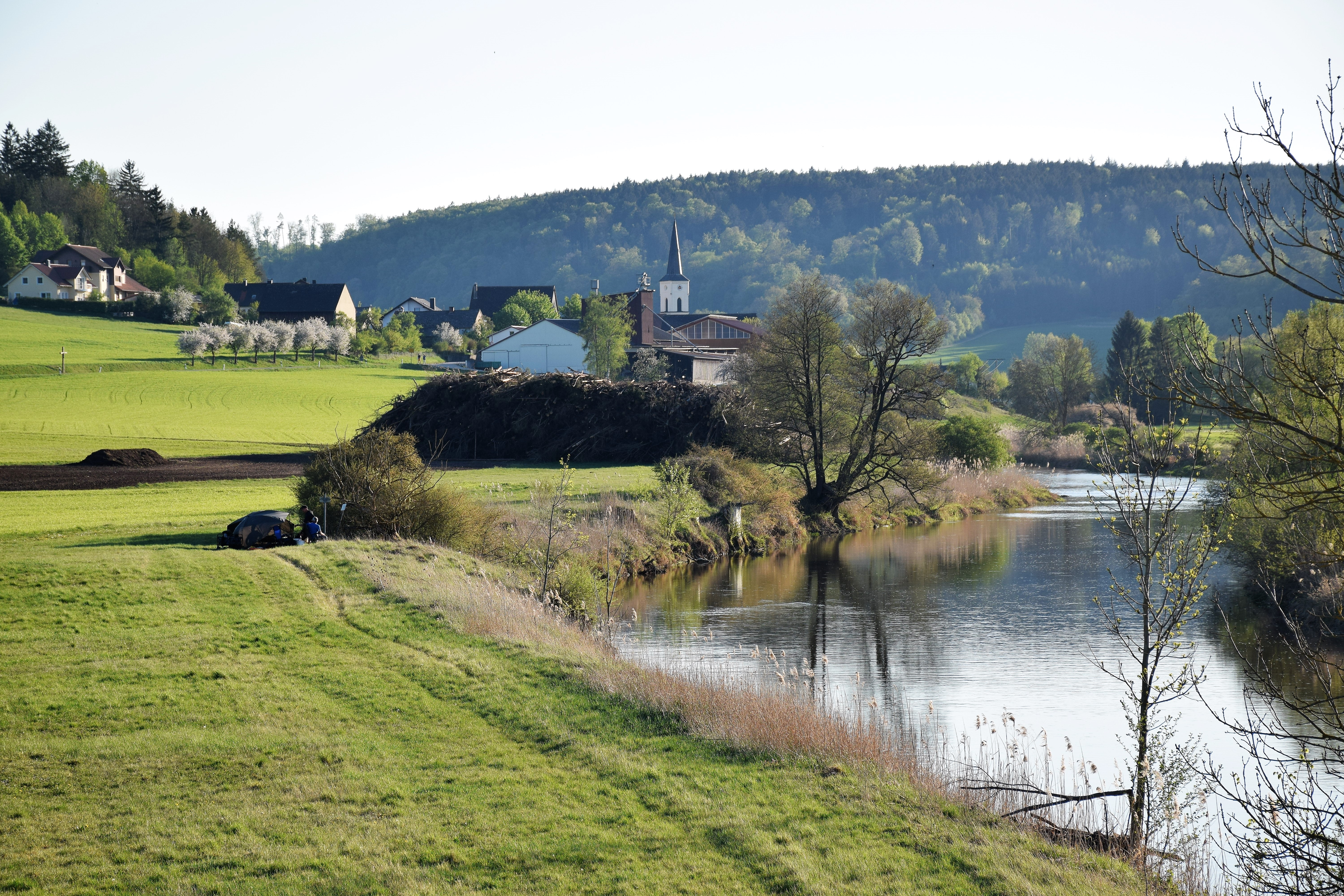
Altmühl bei Beilngries

Der äußere Hauptweg ist in sieben Tagesetappen unterteilt:
- Etappe 1: Roth – Neumarkt in der Oberpfalz (52 km)

Der Weg führt über Hilpoltstein, am Ufer des Rothsees entlang und über Allersberg.
- Etappe 2: Neumarkt in der Oberpfalz – Greding (52 km)

Der Weg führt über Berching und Beilngries.
- Etappe 3: Greding – Pleinfeld (48 km)

Der Weg führt über Thalmässing und Heideck.
- Etappe 4: Pleinfeld – Wassertrüdingen (62 km)

Der Weg führt am Ufer des Großen Brombachsees entlang, einmal um den Altmühlsee herum und über Gunzenhausen.
- Etappe 5: Wassertrüdingen – Schillingsfürst (62 km)

Der Weg führt über Feuchtwangen und Dinkelsbühl.
- Etappe 6: Schillingsfürst – Ansbach (61 km)

Der Weg führt über Rothenburg ob der Tauber.
- Etappe 7: Ansbach – Roth (56 km)

Der Weg führt über Wolframs-Eschenbach.
Der genaue Verlauf des Fränkischen Wasserradweges ist in OpenStreetMap, auf der offiziellen Internetpräsenz des Fränkischen Wasserradwegs und im RadlLand Bayern-Radroutenplaner einsehbar.

## Beschilderung
Der Fränkische Wasserradweg ist mit einem schräg stehenden, blauen Oval gekennzeichnet, in dem sich zwei unregelmäßige weiße Kreise befinden, die mit einem unregelmäßigen Buchstaben W verbunden sind. Darunter befindet sich der Schriftzug „Fränkischer WasserRadweg“.

## Verbindungen zu anderen Radwanderwegen
Der Fränkische Wasserradweg folgt in Teilen dem Fünf-Flüsse-Radweg, dem Altmühltalradweg, dem Radfernweg Ostsee–Oberbayern (D11), dem deutschen Limes-Radweg, der Romantischen Straße als Teil der D-Route 9 sowie dem Burgenstraßen-Radweg.
Weitere Anschlussrouten sind der Taubertalradweg ab Rothenburg ob der Tauber, der Aischtal-Radweg ebenfalls ab Rothenburg ob der Tauber sowie der Fränkische Karpfen-Radweg ab Wolframs-Eschenbach.